# Мопанові рідколісся Замбезії

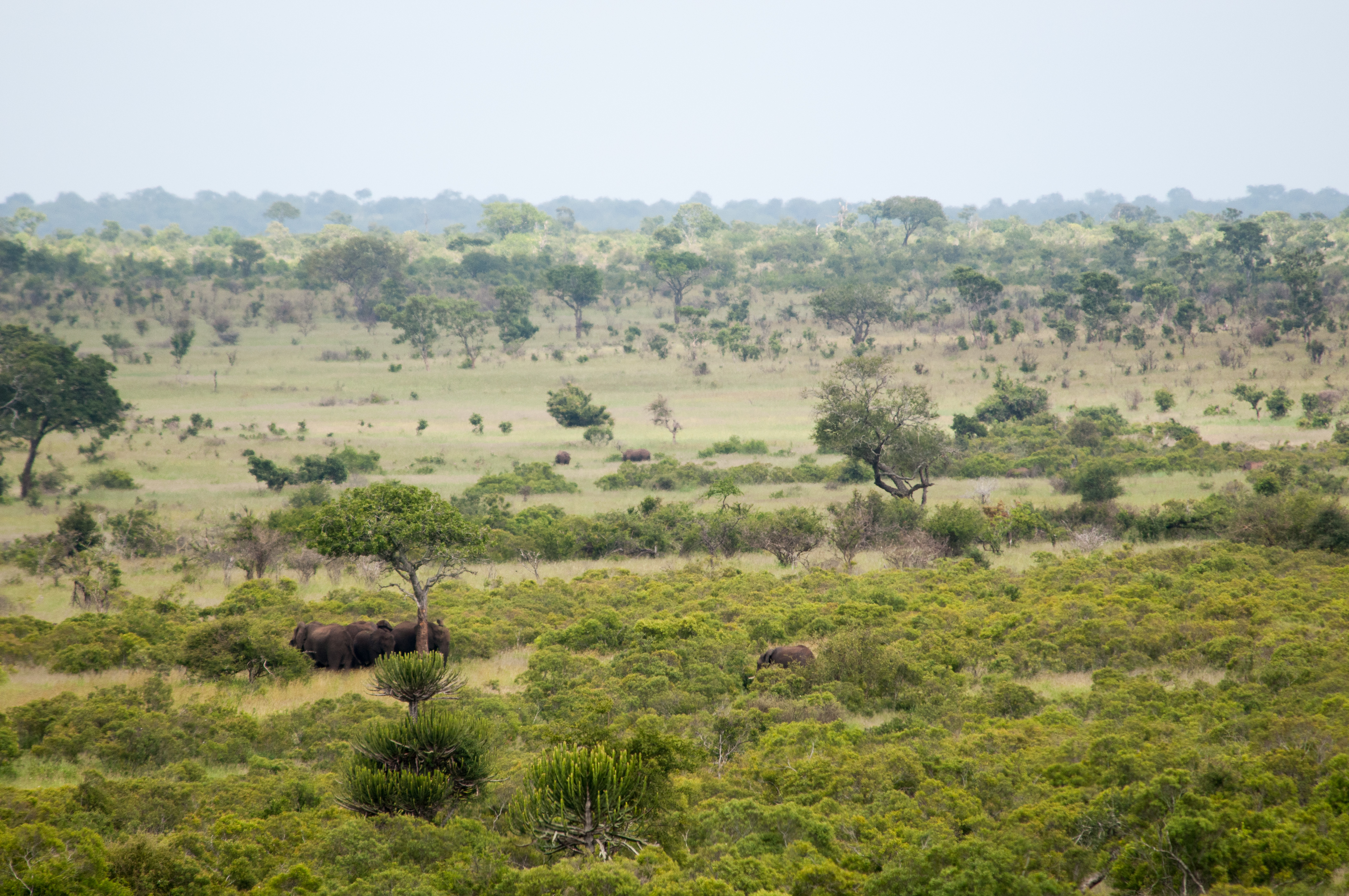
Савани Лоувельду (Національний парк Крюгера, ПАР)

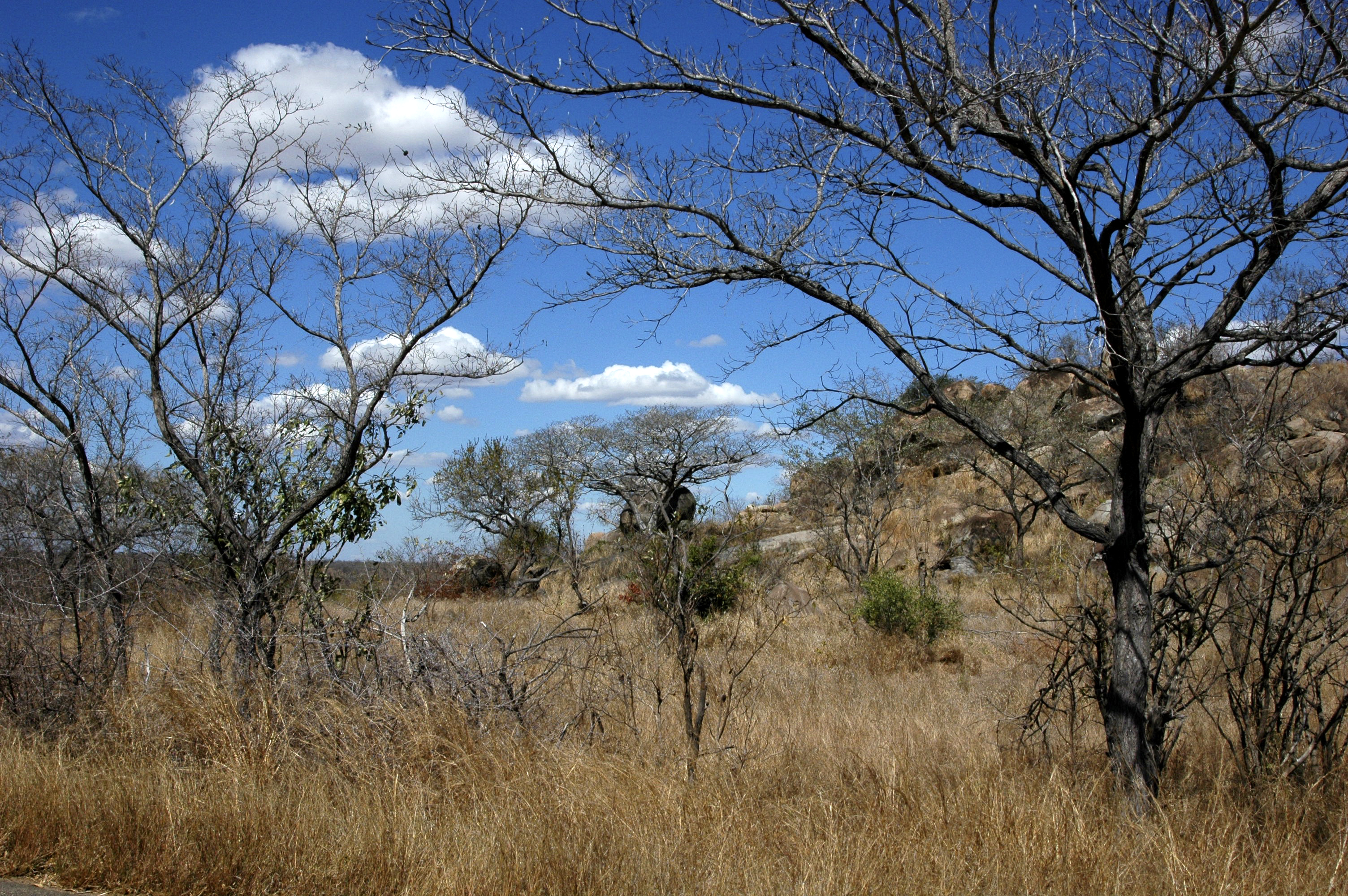
Сухі мопанові рідколісся в Національному парку Крюгера

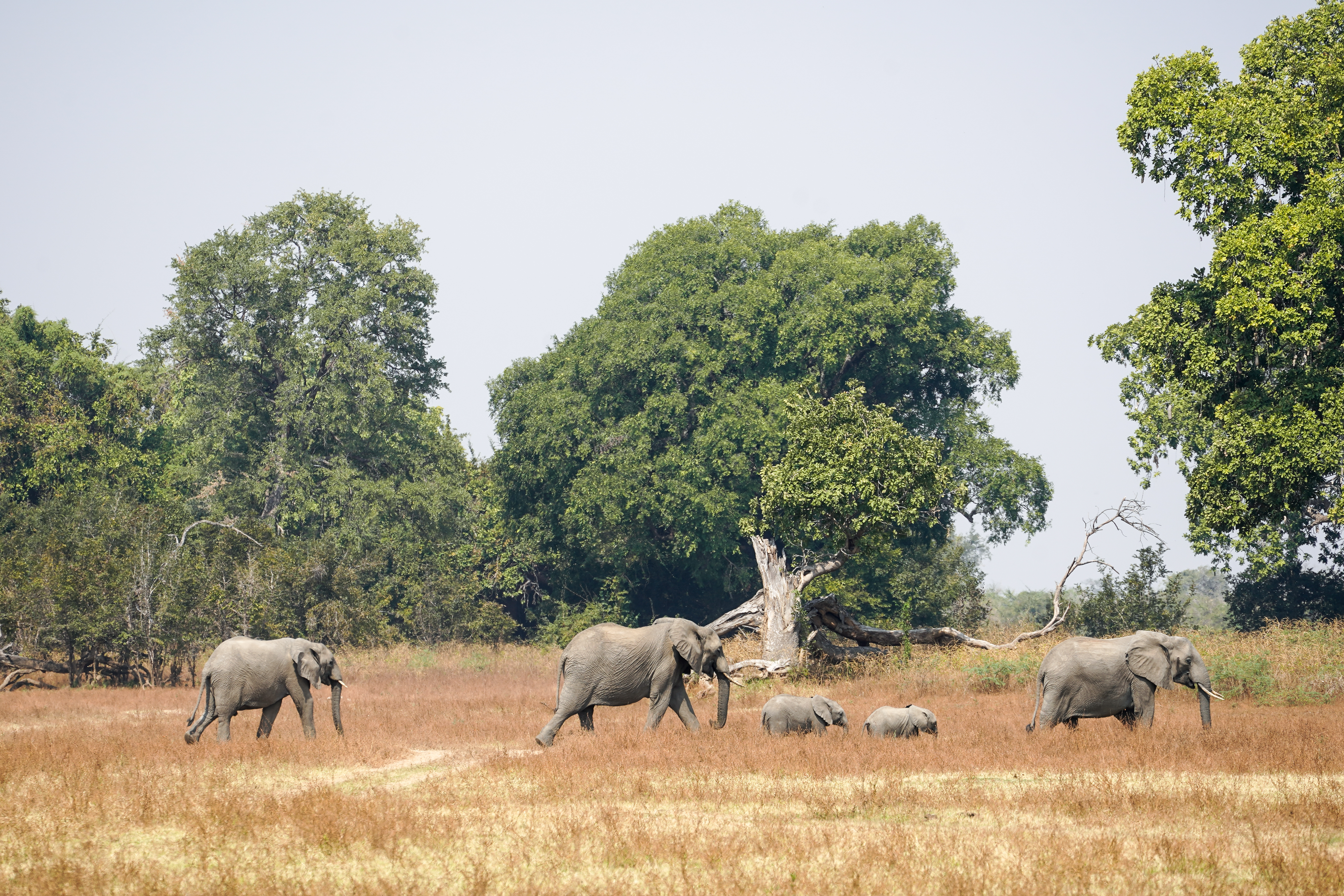
Стадо слонів у Національному парку Південної Луангви

Мопанові рідколісся Замбезії (ідентифікатор WWF: AT0725) — афротропічний екорегіон тропічних та субтропічних луків, саван і чагарників, розташований в Південній Африці.

## Географія
Екорегіон мопанових рідколісь Замбезії охоплює річкові долини та навколишні низинні райони, розташовані у східній половині Південної Африки. Основними факторами, які відділяють його від навколишніх південних і східних міомбових рідколісь та міомбових рідколісь Центральної Замбезії, є висота й кількість опадів. Ці екорегіони лежать на плато та плоскогір'ях, а середньорічна кількість опадів у них є вищою. Екорегіони південноафриканського бушвельду та луків, рідколісь і лісів Драконових гір, поширені на південь від мопанових рідколісь Замбезії, також лежать на більшій висоті. На заході екорегіон переходить у більш сухі бейкієві рідколісся Замбезії та акацієво-бейкієві рідколісся Калахарі, а на сході — у більш вологі прибережні ліси та рідколісся Мапуталенду та прибережні ліси та рідколісся Південного Суахілі.
Північною межею екорегіону є долина річки Луангва, а південною — долина Понголи. Найбільша частина екорегіону простягається від провінції Квазулу-Наталь на сході Південно-Африканської Республіки та від центральних районів Есватіні на північ до долини річки Замбезі в Мозамбіку та Зімбабве. Друга за площею частина регіону простягається від півночі Ботсвани та східного краю смуги Капріві в Намібії через майже всю територію Замбії, досягаючи долини Луангви на її північному сході. Ще дві частини регіону розташовані на півдні Малаві, в долині річки Шире. Серед інших річок, які перетинають територію екорегіону, слід відзначити Лімпопо, Саве, Коматі та Крокодилову річку.
Рельєф регіону переважно рівнинний або дещо горбистий. Середня висота регіону коливається від 200 до 600 м над рівнем моря, хоча деякі частини регіону лежать на пагорбах, на висоті понад 760 м над рівнем моря. Південно-східна частина екорегіону — на рівнинах і в східних передгір'ях Драконових гір, переважно на висоті від 170 до 800 м над рівнем моря. З геологічної точки зору основу екорегіону складають докембрійські граніти та гнейси, базальти та пермські осадові породи.

## Клімат
В межах екорегіону переважає напівпустельний клімат (BSh за класифікацією кліматів Кеппена) або вологий субтропічний клімат (Cwa за класифікацією Кеппена). Середньорічна кількість опадів коливається від 450 до 710 мм, на великих висотах на півдні регіону подекуди до 1000 мм, а у найбільш посушливих частинах регіону — 250—325 мм. Більшість опадів випадає влітку, з листопада по квітень. Середньорічна температура коливається від 18 до 24 °C.

## Флора
Основними рослинними угрупованнями, поширеними в центральній, північній та західній частинах екорегіону, є мопанові рідколісся та чагарники, які характеризуються переважанням в них мопанових дерев (Colophospermum mopane). Ці рослинні угруповання демонструють значні відмінності у висоті та щільності, залежно від мікроклімату та ґрунтів. На глибоких алювіальних ґрунтах мопанові дерева досягають висоти 10—15 м, а в деяких районах Замбії навіть 25 м, і формують ліси або більш відкриті саванні рідколісся. На водонепроникних лужних ґрунтах мопане формують чагарникові зарості висотою 1—3 м. Ці дві структурні форми мопане часто зустрічаються разом у вигляді складної мозаїки рідколісь та чагарників. Двома основними природними факторами, що впливають на формування мопанових рідколісь, є діяльність слонів та пожежі. Пересуваючись, слони часто валять мопанові дерева, формуючи прогалини, на яких починає рости трава, що у свою чергу, призводить до збільшення частоти та інтенсивності пожеж. Ця взаємодія між слонами та пожежами зазвичай призводить до формування двоярусних саван, які складаються з великих дерев, що перемежовуються чагарниками на різних стадіях росту.
Мопанові дерева часто формують моновидові насадження, однак також асоціюються з деякими іншими видами дерев та кущів, серед яких слід відзначити загострену кіркію (Kirkia acuminata), африканське чорне дерево (Dalbergia melanoxylon), африканський баобаб (Adansonia digitata), гостроконечний комбретум (Combretum apiculatum), безбородий комбретум (Combretum imberbe), чорнувату сенегалію (Senegalia nigrescens), роголистий цисус (Cissus cornifolia) та різні види комміфорових дерев (Commiphora spp.). Трав'яний компонент мопанових угруповань відрізняється залежно від ґрунтів та структури рослинності. На сприятливих ґрунтах під прогалинами лісового намету зустрічаються густі трави, тоді як в чагарникових мопанових угрупованнях, що ростуть на важких, водонепроникних лужних ґрунтах, трав'яний покрив майже повністю відсутній. Серед трав, що зустрічаються в мопанових рідколіссях екорегіону, слід відзначити пухнастоцвіту пальчатку (Digitaria eriantha), гвінейське просо (Brachiaria deflexa), сільську плоскуху (Echinochloa colona), буйволову траву (Cenchrus ciliaris), колючещетинниковий дев'ятиостюк (Enneapogon cenchroides), розчепірену погонатрію (Pogonarthria squarrosa), паппофорову шмідтію (Schmidtia pappophoroides), однолусковий селін (Stipagrostis uniplumis), а також різні види арістіди (Aristida spp.), гусятника (Eragrostis spp.) та сигнальної трави (Urochloa spp.)
На сході та північному сході екорегіону поширені мішані рідколісся. На алювіальних ґрунтах ростуть сухі прибережні рідколісся, в яких переважають великі дерева, висота яких часто перевищує 20 м. На середніх висотах між річковими долинами та плато, на родючих, добре дренованих ґрунтах поширені вторинні рідколісся. Ці флористично різноманітні угруповання вирізняються відсутністю в них видів, що домінують в міомбових та мопанових рідколіссях. Серед дерев, що становлять основу мішаних рідколісь, слід відзначити африканський баобаб (Adansonia digitata), африканське ебенове дерево (Diospyros mespiliformis), сикомору (Ficus sycomorus), африканську кігелію (Kigelia africana), фіолетову філеноптеру (Philenoptera violacea), натальське червоне дерево (Trichilia emetica), дерево ньяла (Xanthocercis zambesiaca), аганопу Шульмана (Aganope stuhlmannii), а також різні види акацій (Acacia spp.), альбіцій (Albizia spp.) та комбретумів (Combretum spp.).
На південному сході екорегіону поширені рідколісся та чагарники Лоувельду. Ґрунти в цій частині регіону варіюються від піщаних суглинків в передгір'ях до добре структурованих глинистих ґрунтів в низинах та до чорно-червоних глинистих ґрунтів, що покривають базальтові або долеритові ділянки. В густих рідколіссях та чагарниках цієї частини регіону переважають сиві акації (Vachellia gerrardii), нільські акації (Vachellia nilotica), чорнуваті сенегалії (Senegalia nigrescens), гостроконечні комбретуми (Combretum apiculatum), пагорбові комбретуми (Combretum collinum), калахарійські ліхтарні дерева (Dichrostachys cinerea), загострені кіркії (Kirkia acuminata), родезійські чорні акації (Peltophorum africanum), піліостігми Тоннінга (Piliostigma thonningii), марулові дерева (Sclerocarya birrea) та сріблясті терміналії (Terminalia sericea). Крони цих дерев у середньому розташовані на висоті 7—9 м над землею. Трав'яний покрив слабо розвинений в посушливих районах, натомість там, де середньорічна кількість опадів перевищує 600 мм, під деревами росте густа, висока трава. Серед трав, що ростуть в посушливих районах Лоувельду, слід відзначити тритичинкову темеду (Themeda triandra), гвінейську траву (Megathyrsus maximus), скрученого різноборідника (Heteropogon contortus), колючещетинникового дев'ятиостюка (Enneapogon cenchroides) та бушвельдську сигнальну траву (Urochloa trichopus), а серед тих, що поширені у вологих районах — жовту гіпертелію (Hyperthelia dissoluta) та волосисту гіпарренію (Hyparrhenia hirta).
Флора мішаних рідколісь Замбезії та рідколісь і чагарників Лоувельду характеризується високим різноманіттям, на відміну від флори мопанових рідколіссь, поширених на більшій частині екорегіону. В Національному парку Крюгера, розташованому в ПАР, на південному сході екорегіону, зафіксовано близько 2000 видів судинних рослин. Мопанові дерева, поширені в екорегіоні, мають важливе екологічне значення для багатьох видів, зокрема для слонів, а їх деревина цінується як паливо та будівельний матеріал. Крім того, листям мопане харчується гусінь мопанових метеликів (Gonimbrasia belina), яка є важливим джерелом білка для багатьох мешканців регіону і вважається делікатесом. Серед рідкісних рослин, поширених в екорегіоні, слід відзначити ендемічних саговників Encephalartos heenanii та Encephalartos paucidentatus, що ростуть на крайньому півдні регіону, а також такі цінні лікарські рослини, як Siphonochilus aethiopicus та Warburgia salutaris.

## Фауна
Екорегіон мопанових рідколісь Замбезії є одним з найбагатших екорегіонів Південної Африки з точки зору фауністичного різноманіття, особливо серед ссавців. Біота регіону та пов'язані з нею природні процеси залишаються здебільшого недоторканими завдяки існуванню розгалуженої та добре організованої системи національних парків та заповідників. Рослинність тут більш поживна, ніж у навколишніх екорегіонах, де випадає більше опадів, внаслідок чого в регіоні мешкають великі популяції копитних тварин. Серед поширених в екорегіоні ссавців слід відзначити саванного слона (Loxodonta africana), південно-центрального чорного носорога (Diceros bicornis), південного білого носорога (Ceratotherium simum simum), звичайного бегемота (Hippopotamus amphibius), африканського буйвола (Syncerus caffer caffer), блакитного гну (Connochaetes taurinus), південну жирафу (Giraffa giraffa), великого куду (Tragelaphus strepsiceros), північного стенбока (Raphicerus sharpei) та гривасту ньялу (Tragelaphus angasii). За видовим складом мопанові рідколісся відрізняються від більш вологих міомбових саван та рідколісь: такі види, як смугастий шакал (Canis adustus), чорний шаблеріг (Hippotragus niger), кінська антилопа (Hippotragus equinus) та конгоні Ліхтенштайна (Alcelaphus buselaphus lichtensteinii) асоціюються з міомбо, тоді як чепрачні шакали (Lupulella mesomelas), великі куду (Tragelaphus strepsiceros) та імпали (Aepyceros melampus) асоціюються з мопане.
Серед поширених в регіоні хижих ссавців слід відзначити лева (Panthera leo), африканського леопарда (Panthera pardus pardus), південноафриканського гепарда (Acinonyx jubatus jubatus), плямисту гієну (Crocuta crocuta) та рідкісну гієнову собаку (Lycaon pictus). Серед майже ендемічних ссавців, поширених в регіоні, слід відзначити златокрота Джуліани (Neamblysomus julianae). Ендеміками екорегіону є гну Куксона (Connochaetes taurinus cooksoni) та жирафи Торнікрофта (Giraffa camelopardalis thornicrofti). Ці два підвиди зустрічаються лише в долині Луангви на сході Замбії.
Орнітофауна екорегіону вирізняється високим різноманіттям. Серед майже ендемічних птахів, поширених в екорегіоні, слід відзначити червоноголового нерозлучника (Agapornis lilianae), чорнощокого нерозлучника (Agapornis nigrigenis), рожевоволого перлистика (Hypargos margaritatus), замбійську лібію (Lybius chaplini), гранітника (Pinarornis plumosus) та жовтоволого щедрика (Crithagra citrinipectus). Національний парк Чобе є одним з основних місць гніздування рідкісної ботсванійської чепури (Egretta vinaceigula), а долина Луангви є важливим місцем зимування білої лелеки (Ciconia ciconia).
Герпетофауна екорегіону вирізняється високим рівнем ендемізму. Серед ендеміків екорегіону слід відзначити амфісбену Ланга (Chirindia langi), смугасту пласку ящірку (Platysaurus torquatus) та сабійську вузькорилу змію (Xenocalamus sabiensis).

## Збереження
Близько 43,5 % площі екорегіону є заповідними територіями. Природоохоронні території включають: Національний парк Північної Луангви, Національний парк Південної Луангви та Національний парк Кафуе в Замбії, Національний парк Гонарежу, Національний парк Мана-Пулс, Національний парк Матусадона, Національний парк Хванге та Сафарі-зона Чіпінге в Зімбабве, Національний парк Лівонде в Малаві, Національний парк Чобе в Ботсвані, Національний парк Банхіне, Національний парк Горонгоса, Національний парк Лімпопо та Національний парк Зінаве в Мозамбіку, а також Національний парк Крюгера, Біосферний заповідник Вхембе, Заповідник Маньйоні, Заповідник Мкхузе та Заповідник Мкхая в ПАР.